# Dineutus bufo
Dineutus bufo is een keversoort uit de familie van schrijvertjes (Gyrinidae). De wetenschappelijke naam van de soort is voor het eerst geldig gepubliceerd in 1976 door Brinck.